# 155 Batalion Schutzmannschaft
Batalion policyjny nr 155 (niem. SchutzmannschaftsBtl 155) – batalion policyjny, sformowany z Tatarów Krymskich w listopadzie 1942 w Symferopolu, jednak w styczniu 1943 batalion został rozformowany, a jego obsada personalna przeniesiona do innych batalionów krymsko-tatarskiej policji pomocniczej.